# Vinicio Franco

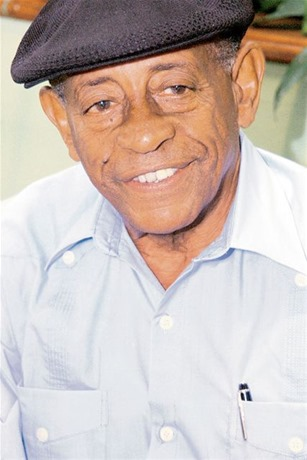
Vinicio Franco, 2008

Vinicio Franco (* 14. September 1933 in Puerto Plata; † 19. Dezember 2020 in Santo Domingo Este) war ein dominikanischer Sänger.

## Leben und Wirken
Franco wurde schon früh Sänger des Orchesters von Chichí Oliver. Als seine erste Plattenaufnahme entstand 1949 mit dem Orchester von Antonio Morel die Merengue Límpiame el bozo. Im Alter von 30 Jahren war er die Stimme des Orchesters von Rafael Solano, mit dem er u. a. in Venezuela, Curaçao, Kolumbien, Argentinien, den USA und Europa auftrat. Weiterhin war er auch Sänger des Super Orquesta San Jose. Bekannt wurden seine Interpretationen der Titel Apagame la vela von Bienvenido Brens, Oye Nena von Alexis Camilo Morel und Siña Juanica von Félix López. Sein Album Ay no, yo no se no mit der Combo von Johnny Ventura wurde mit einer Goldenen Schallplatte ausgezeichnet. Mit einem Album von 20 Titeln wurde er 2011 in die Colección Reserva Musical aufgenommen, in der auch die Musiker Joseíto Mateo, Félix del Rosario, Johnny Ventura, Lope Balaguer, Rhina Ramírez, Francis Santana, Fernando Casado, Cuco Valoy, Rafael Solano, Mundito Espinal, Luis Kalaff und Johnny Pacheco vertreten sind.
Er starb im Alter von 87 Jahren im Militärkrankenhaus „Ramón de Lara“ in Santo Domingo Este, in das er eine Woche zuvor wegen einer COVID-19-Erkrankung eingeliefert worden war.